# Јене Калмар
Јене Калмар (мађ. Kálmár Jenő; 21. март 1908) је бивши мађарски фудбалер и тренер. Као играч, Калмар је играо између осталихи за МТК Хунгариа ФК и за Мађарску репрезентацију. У сезони 1928/29. завршио је као најбољи стрелац првенства Мађарске играјући за МТК, постигавши 20 голова.

## Каријера
Почетком 1950-их, Калмар је био менаџер у Хонведу и водио их је до четири титуле у Мађарској лиги. Тада су у Хонведу међу осталима играли Ференц Пушкаш, Золтан Цибор, Шандор Кочиш, Јожеф Божик, Ласло Будаи, Ђула Лорант и Ђула Грошич. Као тренер Хонведа, такође је играо истакнуту улогу у развоју легендарног мађарског тима познатог као Моћни Мађари, а током ове ере био је и помоћни тренер селектору националног тима, Густаву Шебешу. Крајем Другог светског рата нашао се у Југославији и придружио се трећелигашу ТСЦ Бачка Топола, у то време познатом као Еђшег.
После Мађарске револуције, Калмар је као и његови бивши играчи, Пушкаш, Цибор и Кочиш, завршио у Шпанији где је водио неколико клубова из Ла лиге са умереним успехом. Тренирао је Вакер из Беча, и након кратког периода у Севиљи, водио је Гранаду до финала Купа генералисимо 1959. године. Изгубили су 4 : 1 од екипе ФК Барселоне у којој је био и Кочиш. Кочиш је у тој утакмици постигао два гола за Барсу, док је гол за Гранаду постигао Арсенио Иглесијас. Године 1967. Калмар је одвео РЦД Еспањол до трећег места у Ла Лиги, а током два периода са ЦД Малагом 1970-их, два пута их је водио до промоције у виши ранг такмичења.

## Достигнућа

### Играч
МТК Хунгариа
- Прва лига Мађарске у фудбалу: другопласирани 1928/29, 1930/31, 1932/33, 1939/40.
- Куп Мађарске у фудбалу: победник 1931/32.

### Менаџер
Хонвед
- Прва лига Мађарске у фудбалу: шампион 1950, 1952, 1954, 1955.

Гранада
- Куп генералисимо: финалиста 1959.

Малага
- Друга лига: Другопласирани 1970, 1979